# Scolecosporiella
Scolecosporiella is een geslacht van schimmels behorend tot de familie Phaeosphaeriaceae. De typesoort is Scolecosporiella typhae.

## Soorten
Volgens Index Fungorum telt het geslacht zes soorten (peildatum april 2023):
| Soortnaam                    | Auteur(s)                       | Publicatiejaar |
| ---------------------------- | ------------------------------- | -------------- |
| Scolecosporiella amazonensis | Matsush.                        | 1993           |
| Scolecosporiella bernardiana | (Sacc.) Sivan.                  | 1984           |
| Scolecosporiella sisyrinchii | (Ellis & Everh.) B. Sutton      | 1968           |
| Scolecosporiella strebli     | Kamal, R.P. Singh & D.N. Shukla | 1983           |
| Scolecosporiella typhae      | (Oudem.) Petr.                  | 1921           |
| Scolecosporiella varians     | (Sacc.) B. Sutton & Dyko        | 1989           |